# Noizi Ito

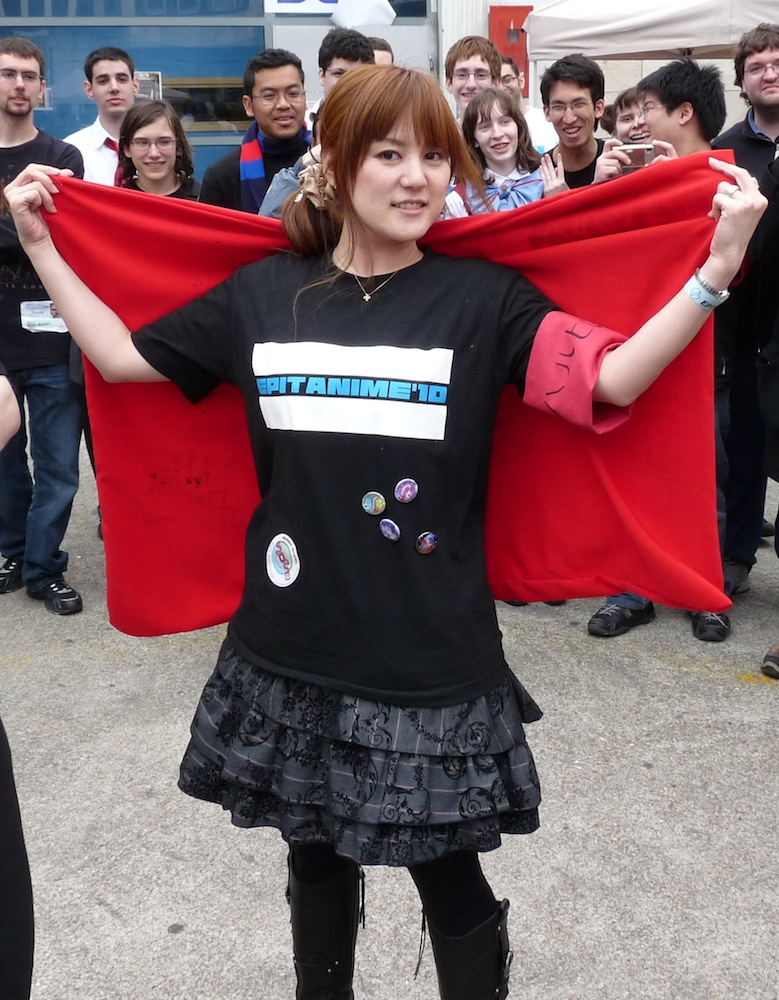
Noizi Ito

Noizi Ito (いとうのいぢ, Itō Noiji, nascida em 9 Agosto) é uma artista Japonesa de mangá e de videogames. Ela é uma funcionária da empresa UNiSONSHIFT, fabricante de jogos hentai e também faz parte do grupo Fujitsubo-Machine.

## Trabalhos
Ito é mais conhecida pelo seu trabalho como designer de personagens e artista do romance Shakugan no Shana, o qual deu origem à série de anime e mangá. Ela também trabalhou nos romances de Nagaru Tanigawa, na série Suzumiya Haruhi. Esse trabalho também deu origem à um anime, baseado no primeiro livro da série. Ela recentemente começou uma série de mangá intitulada Bee-be-beat it!, o qual está sendo lançado pela revista Dragon Age Pure. O jogo hentai mais recente do qual ela participou foi  Nanatsuiro*Drops. Uma adaptação para anime foi recentemente anunciada.

## Artbooks
Com o passar dos anos, Fujitsubo-Machine produziu artbooks feitos por Noizi Ito. A Editora
MediaWorks publicou Guren: Ito Noizi Art Collection (いとうのいぢ画集「紅蓮」) em 27 de Janeiro de 2005.